# Собківка (Полтавський район)
Со́бківка —  село в Україні, у Новосанжарській селищній громаді Полтавського району Полтавської області. Населення становить 42 осіб. До 2020 орган місцевого самоврядування — Кунцівська сільська рада.

## Географія
Село Собківка знаходиться за 3 км від лівого берега річки Ворскла, на відстані 1 км від села Маньківка. Місцевість навколо села сильно заболочена, до села примикає лісовий масив (сосна). Поруч проходить залізниця, станція Собківка.

## Історія
12 червня 2020 року, відповідно до розпорядження Кабінету Міністрів України № 721-р «Про визначення адміністративних центрів та затвердження територій територіальних громад Полтавської області», село увійшло до складу Новосанжарської селищної громади.
19 липня 2020 року, в результаті адміністративно - територіальної реформи та ліквідації Новосанжарського району, село увійшло до складу новоутвореного Полтавського району Полтавської області.